# 麦田宰三郎
麦田 宰三郎（むぎた さいさぶろう、1853年3月15日（嘉永6年2月5日） - 1917年（大正6年）8月28日）は、日本の政治家。衆議院議員（5期）。

## 経歴
広島県出身。漢学、国学及び法律学を学ぶ。農業を営み、その傍ら海外移民事業に従事し、海外渡航(株)取締役となる。また、広島県会議員、同参事会員、同副議長を務める。
1890年の第1回衆議院議員総選挙において広島9区から立憲改進党公認で立候補して落選。1898年の第5回衆議院議員総選挙では山下倶楽部公認で立候補して初当選した。同年8月の第6回衆議院議員総選挙で落選。1902年の第7回衆議院議員総選挙において広島県郡部から立憲政友会公認で立候補して当選。以来連続4回当選した。1912年の第11回衆議院議員総選挙には出馬しなかった。1917年に死去した。